# Second To Sun
Second To Sun (с англ. — «Вторая от Солнца») — пост-блэк-метал-группа из Санкт-Петербурга, основанная мультиинструменталистом Владимиром Лехтиненом.

## История
Дебютный альбом группы был выпущен под маркой Utenomjordisk Hull и назывался Gal Agnostiske Drommer. Основной проблемой для выпуска являлось то, что Владимир не смог сработаться с участниками своей тогдашней основной группы Epoch Crysis и предпочел играть сырой блэк-метал. В состав вошли вокалист Александр и барабанщик финской группы Farmakon Тойво Лайне. В 2019-м году Second To Sun переиздали альбом с новым мастерингом.
В 2015 группа выпускает студийный релиз The First Chapter, завоевавший огромную популярность в СНГ: на полтора месяца Second To Sun попали в российские рок-чарты iTunes и Google Play, несколько тысяч цифровых копий альбома было куплено только в странах СНГ, а весь тираж The First Chapter на компакт-дисках был распродан буквально за неделю. Бьорн Бэкес в своей рецензии на немецком интернет-портале Powermetal.de положительно отзывался об альбоме и оценил его в 8 баллов из 10. Heavy Blog Is Heavy, несмотря на умеренную оценку альбома, отмечает, что в The First Chapter чувствуется «влияние дэт-метала и скандинавского блэк-метала», а также то, что «трио определённо имеет потенциал стать чем-то очень интересным в мире метала».
В 2016 вышел кавер Second To Sun на трек американского рэпера Bones при его собственной поддержке. В том же году коллектив решает издать первый и единственный альбом группы, положившей начало Second To Sun — Utenomjordisk Hull — под названием Gal agnostiske drømmer, значительно отличающийся по своему стилю в сторону классического блэк-метала. В конце 2016 года группа выпускает свой второй, так же инструментальный, альбом — Blackbound. Альбом был продан в количестве более пятисот компакт-дисков за первую неделю после выхода, что сильно удивило участников группы.
Несмотря на то, что группа принципиально не планировала выходить за рамки чисто инструментального музыкального творчества, летом 2017 года выходит переиздание альбома The First Chapter с записанным вокалом Глеба Сысоева из группы Ultar, который с того момента становится постоянным участником группы.
В 2018 году выходит альбом The Black, по сути также представляющий собой вокальную версию предыдущего альбома Blackbound с несколькими новыми композициями; в поддержку пластинки было выпущено музыкальное видео на песню «Vasilisa». По словам Владимира, история у каждой композиции альбома разная, однако все они объединены мрачной тематикой. В этом же году у группы выходит новый полноформатный альбом The Walk в инструментальной и вокальной версиях, отходящий в тематическом плане от предыдущего «подальше от черноты и поближе к естеству». Альбом получил положительные отзывы у зарубежной прессы. С релиза The Walk все альбомы группы начинают выходить почти в одно и то же время в двух версиях — инструментальной и с записанным вокалом.
В 2019 году у Second To Sun выходит новый альбом Legacy, в поддержку которого были выпущены видеоклипы на «Devil» и «Once Upon A Time In Russia». Владимир называет его «наследием империи, которое происходит вдали вечных чащ, вод и степей»; главной тематикой альбома становится власть во всех её проявлениях. В поддержку альбома группа отправилась в свой первый концертный тур по России.
В 2020 году группа выпускает новый альбом — Leviathan, который Владимир называет «духом времени»; тематически альбом является отражением всего хаоса, происходящего в мире, и делает акцент на том, что главный виновник этого хаоса — человек. Отсылает к этому и само название альбома: Левиафан — имя мифического морского чудовища, являющегося олицетворением хаоса и пожирающего души грешников. Крупнейший скандинавский таблоид Aftonbladet назвал подход Second To Sun к блэк-металу «инновационным». Dave «That Metal Guy» Campbell из Metal Temple в позитивной рецензии на альбом отмечает, что «в качестве блэк-метал группы они точно не боятся рисковать» и «они уходят корнями в традиции блэк-метала, но способны на гораздо большее».
В 2021 году группа отправилась в концертный тур «10 Лет Мракобесия», с конца октября по середину ноября посетив десять городов России; тур начался с концерта 31 октября, состоявшемся в Красноярске и закончился выступлениями группы 12 и 13 ноября в Москве и Санкт-Петербурге.
Зимой следующего года началась вторая часть тура, включающая в себя 25 городов. Первый концерт второй части «10 Лет Мракобесия» прошёл в Воронеже 24 февраля; последнее выступление группы состоялось 1 апреля в Белгороде.
В марте 2025 года состоялись очередные гастроли. На этот раз в поддержку EP «Thunderbolt».

## Название и символ

Герб Республики Карелия с восьмиконечной звездой

Название группы родилось из предложения басиста, состоящего в группе на тот момент — он убедил Владимира использовать символ  восьмиконечной звезды, который означает планету Венера — вторую планету от солнца и персонификацию утренней звезды, несущей свет.

## Стиль и концепция
Изначально музыка Second To Sun была исключительно инструментальной. Участники коллектива отметили влияние на звучание группы в первую очередь блэк-метала, а также веяний современного метала в целом. На раннее, более «жёсткое» по звучанию творчество Second To Sun в значительной степени повлиял классический блэк — например, Immortal, а также такие группы, как Stone и Kalmah. Отдельно Владимир отметил влияние своих собственных музыкальных предпочтений, иногда далёких от метала — так, особое место среди них занимают саундтреки к фильмам, в частности — работы Эннио Морриконе. В качестве источников вдохновения лидер группы также отмечает Emperor, Dissection, Dark Funeral, Impaled Nazarene, Mayhem, Catamenia, Burzum и Shining, а из российских групп — Мор, Izakaron, Bloodrain и Wind Hearse.
Начиная ещё с инструментального этапа своего творчества, каждая песня группы имеет под собой отдельную историю, отсылающую, чаще всего, к реальным, — зачастую историческим — событиям (например, песни «Region 13» и «Land of the Fearless Birds»), городским легендам («Вирго Митт»), мифологическим образам («Chokk Kapper», «Veter») и народным поверьям («Me or Him», «The Blood Libel»); большая часть тем песен так или иначе связана с финно-угорской мифологией, историей и традицией. В композициях с финно-угорской тематикой часто используются мотивы из песен на финно-угорских языках, а также народные мелодии и инструменты, такие как йоухикко, кантеле или крезь.
Часть песен отсылает к русскому искусству, чаще всего — современному: например, творчеству художника Василия Кандинского («Black Lines»), режиссёров Юрия Быкова («To Live», «The Fool»), Василия Сигарева («To Live») и писателя Владимира Сорокина («The Fool»), касаясь как общесоциальных проблем, так и личных переживаний человека в целом, при этом перекладывая идеологию блэк-метала на реалии. Некоторые песни («The Emperor in Hell», «Pages From A Manuscript») испытывают влияние русской готической литературы — одна из композиций является манускриптом из повести Алексея Константиновича Толстого «Упырь». Кроме того, во фрагментах некоторых из песен нашли отражение события из жизни самих участников группы.
Группе также свойственна типичная для блэк-метал тематика оккультизма или мистицизма. К примеру, одна из песен («I Psychoanalyze My Ghosts») посвящена исследователю паранормальных явлений Нандору Фодору.
В плане оформления текстов песен Second To Sun решили поступить нестандартным образом, снабдив каждую из них собственным письменным сопровождением с историей, которой была вдохновлена песня, и нарисованной специально для неё обложкой. Основная часть работ — авторства Олега Зеленкевича (например, обложки альбомов The First Chapter и Blackbound и сингла «The Owls»), также создавшего большую часть составляющих визуального дизайна группы, однако авторами кавер-артов выступают и другие художники.

## Состав

### Текущий состав
- Владимир Лехтинен — гитары, бас-гитара (2011 — настоящее время)
- Фёдор Боровский — ударные (2014 — настоящее время)
- Глеб Сысоев — вокал (2017 — настоящее время)
- Максим Сысоев — бас-гитара (2018 — настоящее время)

### Бывшие участники
- Артём Вишняков — ударные (2011—2013)
- Антон Данилевский — бас-гитара (2012—2014)
- Александр Бурлаков — гитары (2013—2014)

## Дискография

### Полноформатные альбомы
- Gal agnostiske drømmer (2011)
- Based on a True Story (2013)
- The First Chapter (2015, инструментальная версия)
- Blackbound (2016)
- The First Chapter (2017, версия с вокалом)
- The Black (2018)
- The Walk (2018)
- Legacy (2019)
- Leviathan (2020)
- Nocturnal Philosophy (2022)

### Мини-альбомы
- The God’s Favourite Whore (2012)
- GT DJNT (2014)
- Three Fairy Tales (2014)
- Voices Of Obscurantism (2022)
- Thunderbolt (2025)

### Синглы
- «Chokk Kapper» (2013)
- «O Muamo, Azyo Kartohkusalat» (2013)
- «Once upon a Time in Russia» (2013)
- «The Noble Machine» (2013)
- «The Chaoscore» (2013)
- «Mereana Mordegard Glesgorv» (2013)
- «Barmaley» (2014)
- «Merämaa» (2014)
- «Narčat» (2014)
- «The Trapper» (2014)
- «Triumph» (2014)
- «Me or Him» (2015)
- «Red Snow» (2015)
- «The Blood Libel» (2015)
- «Land of the Fearless Birds» (2015)
- «Ye Entrancemperium (Emperor cover)» (2015)
- «Ladoga Master» (2016)
- «Mrakobesie, Pt.1: Divine» (2016)
- «The Yoke» (2016)
- «Slaves Shall Serve» (2016)
- «GladWeHaveAnUnderstanding (Bones cover)» (2016)
- «Vasilisa» (2016)
- «Transilvanian Hunger (Darkthrone cover)» (2016)
- «The Wolven Storm (Priscilla’s Song)» (2017)[28]
- «Alyoshenka» (2017)
- «Devil» (2017)
- «Вирго Митт» (2017)
- «Дух Кусото» (2017)
- «We Are Not Alone» (2017)
- «The Owls» (2017)
- «Jaktens tid (Finntroll cover)» (2018)
- «Black Lines» (2018)
- «The Fool» (2018)
- «To Live» (2018)
- «New World Order» (2018)
- «Monster» (2019)
- «Once upon a Time in Russia» (2019)
- «Pages from a Manuscript» (2019)
- «Raida» (2019)
- «Solomon’s Gate (Beherit Cover)» (2020)
- «Eerie» (2020)
- «L» (2020)
- «I Am the Black Wizards (Emperor cover)» (2020)
- «Slaves Shall Serve (Behemoth cover)» (2020)
- «A Fortress Clad in Gray Fog» (2021)
- «Nachtgast» (2021)
- «Veter» (2021)
- «North Metal Legion» (2022)
- «Frozen Paradise» (2022)
- «I» (2024)
- «Sever» (2024)

### Лайв-альбом
- Live At the Third Rome (2023)

### Сборники
- Miscellaneous Covers: Volume I (2017)
- Rehearsal 01/2019 (2020)

### Видеоклипы
- 2017 —  «Mrakobesie, pt.1 Divine»
- 2018 —  «Mrakobesie, pt.2 Letter»
- 2018 —  «Me or Him»
- 2018 — «Home»
- 2019 —  «To Live»
- 2019 — «Vasilisa»
- 2019 — «Devil»
- 2019 — «Once Upon A Time In Russia»[29]
- 2021 —  «The Fool»
- 2021 —  «Marsch der Wölfe»
- 2022 —  «Eerie»
- 2022 —  «Leviathan»